# Cephaloscypha
Cephaloscypha là một chi nấm trong họ Marasmiaceae. Đây là chi đơn loài, chứa một loài Cephaloscypha morlichensis.